# Фрич (Тексас)
Фрич (енгл. Fritch) град је у америчкој савезној држави Тексас. По попису становништва из 2010. у њему је живело 2.117 становника.

## Демографија
Према попису становништва из 2010. у граду је живело 2.117 становника, што је 118 (5,3%) становника мање него 2000. године.
| Група             | 2000.         | 2010.         |
| Белци             | 2.074 (92,8%) | 1.944 (91,8%) |
| Афроамериканци    | 2 (0,1%)      | 5 (0,2%)      |
| Азијати           | 3 (0,1%)      | 3 (0,1%)      |
| Хиспаноамериканци | 96 (4,3%)     | 118 (5,6%)    |
| Укупно            | 2.235         | 2.117         |